# نهر المعلى
نهر المُعلى من انهار بغداد القديمة، وتسميته نسبة إلى المعلى بن طريف مولى المهدي، وكان من كبار قواد الرشيد، يدخل مجرى النهر من باب بين مستمده من الخالص، فيسير تحت الأرض حتى يدخل دار الخلافة، ويسمى بالفردوس، ويقع في الجانب الشرقي من بغداد، يتفرع من نهر موسى، ويمر بين الدور إلى باب سوق الثلاثاء، ثم يصب في دجلة. واقيمت عليه أشهر واعظم محلة عرفت بمحلة نهر المعلى وفيها دار الخلافة المعظمة، وقد تعرضت محلة نهر المعلى للحريق سنة 458 ه‍، فاحرق مائة دكان وثلاثة دور، وذهب للناس شيء كثير، ونهب الناس بعضهم بعضا. وفيها درب فراشا، الذي احترق في حريق بغداد سنة 551 ه‍، ومن ساكني درب فراشا، أبو جعفر المقريء عبد الوهاب بن محمد بن عبد الغني الطبري، مقريء المواكب الخلافية. وفيها درب حبيب، حيث ولد فيه حوالي سنة 525 ه‍، ابن الجوزي وهو جد أبو المظفر المعروف بسبط ابن الجوزي، وفيها كذلك درب القيار، الذي ولد فيه أبو الفتح عبد السلام بن محمد بن مكي بن بكروس البغدادي القياري.
 وذكر ياقوت الحموي، في مادة (جنابذ) ان شيخه أبا محمد عبد العزيز بن محمود الجنابذي المعروف بابن الأخضر، كان يسكن درب القيار من محال نهر المعلى في شرقي بغداد. وفي نهر المعلى مسجداً يعرف بمسجد نهر المعلى، كان لابن الجوزي مجلساً يتكلم فيه، ويشتد زحام الناس لسماعه. ويذكر انتقال الفقيه أبو جعفر الهاشمي إلى الجانب الشرقي، يلقي دروسه في مسجد مقابل دار الخلافة، ثم انتقل لاجل ما لحق (محلة) نهر المعلى من الغرق، إلى باب الطاق.
واشار اليه الشاعر معروف الرصافي فقال:
ونهر المُعلّّى بن طريف: أعظم محلة ببغداد في الجانب الشرقي، فيها دور الخلافة وحريمها.
وقد صحف أسم المعلى حيث قلب حرف العين إلى حرف صاد، وتناوله بعض الباحثين ونسخ بعضهم عن بعض دون تمحيص بمسمى نهر المصلى وهذا غير صواب. وكل ما سيرد الآن هو في مراجعه صُحِف وسمي نهر المصلى ولكن أرجعتها إلى نهر المعلى وهو الصواب كما ورد عند الخطيب البغدادي في تاريخه وياقوت الحموي في معجمه:
نهر المعلى يأخذ ماءه من نهر بين ويدخل بغداد الشرقية عند باب الظفرية (الباب الوسطاني) ويجري في محلات بغداد محاذياً لدرب النهر حتى يصب في دجلة عند قصر الفردوس أحد قصور دار الخلافة العباسية. ويرجح موقعه الآن قرب غرفة تجارة بغداد ومحاذياً لها في شارع النهر.وباب الطاق شرقي بغداد وتقع بين الرصافة ونهر المعلى. وكان نهر المعلى يدخل قصر الخلافة المسمى بالفردوس ويدور فيه ثم يصب في دجلة.